# Robert Biberti (Sänger, 1902)

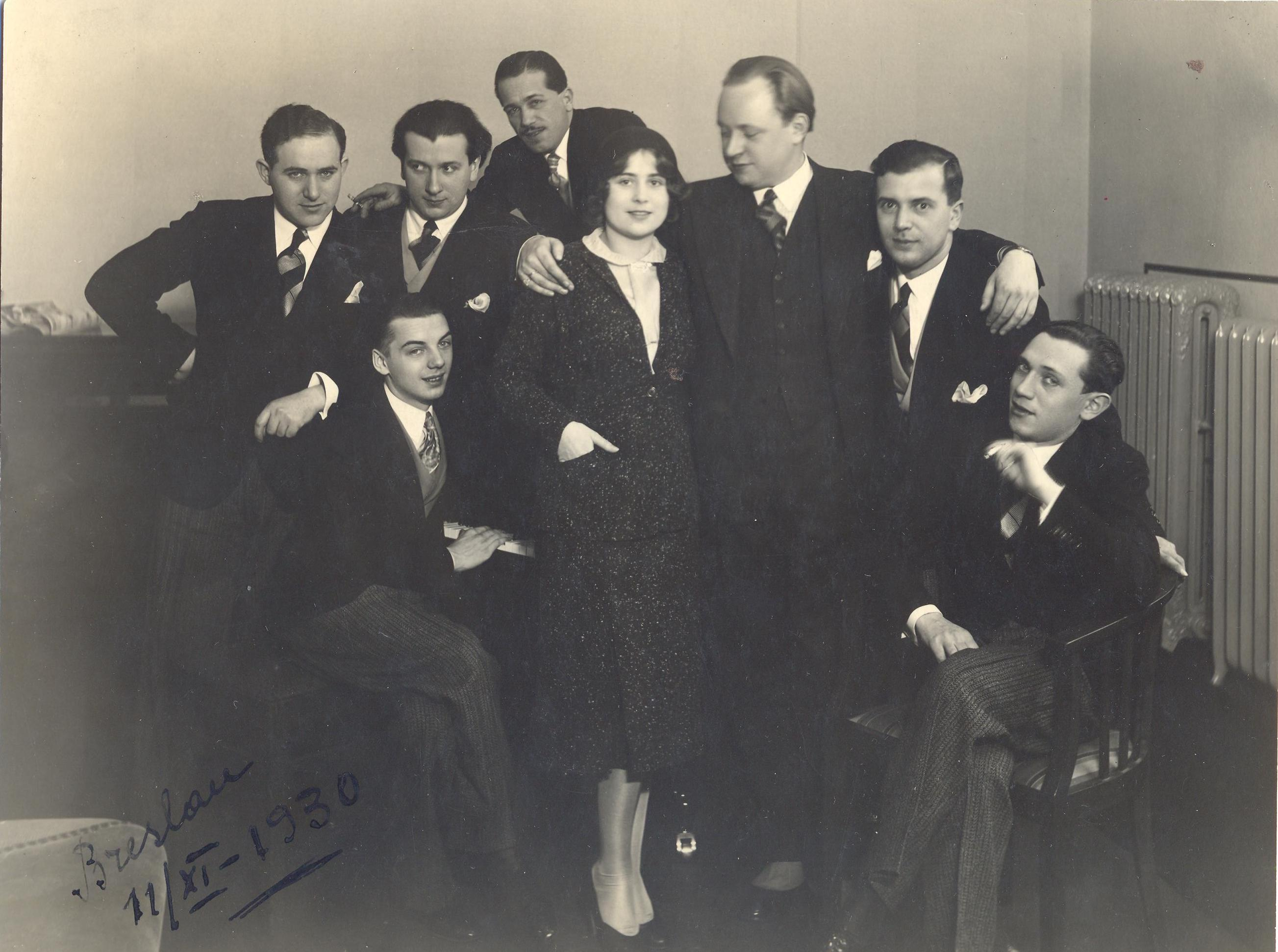
Robert Biberti (stehend, zweiter von links) mit den Comedian Harmonists 1930

Robert Biberti (* 5. Juni 1902 als Robert Edgar Biebert in Berlin; † 2. November 1985 ebenda) war ein deutscher Sänger. Er sang die Bassstimme im 1927 gegründeten Berliner Ensemble Comedian Harmonists.

## Leben
1914 wurde Biberti mit zwölf Jahren von der Schule verwiesen und ging bei seinem Vater in eine Holzschnitzerlehre. Bibertis gleichnamiger Vater Robert, einst ein berühmter Opernsänger, hatte seine Stimme zuvor durch Alkohol und einen ungesunden Lebenswandel ruiniert. Er weckte jedoch das Interesse des Sohnes an der Musik: Biberti sang in Opern und Theatern. Im Berliner Großen Schauspielhaus lernte er schließlich Roman Cycowski und Ari Leschnikoff kennen, zwei weitere Mitglieder der späteren Comedian Harmonists.
Auf eine Zeitungsannonce hin erschien er 1927 zum Vorsingen in Harry Frommermanns Wohnung in Berlin-Friedenau, Stubenrauchstraße 47. Beide verband die Vorliebe für den Klang der amerikanischen Revelers. Sie beschlossen, ein ähnliches, aber deutschsprachiges Ensemble zu gründen: die Comedian Harmonists. 1941, nachdem das Ensemble nach Emigration der jüdischen Mitglieder und der folgenden Neugründung als Meistersextett zerbrochen war, wurde Biberti von der Luftschutzwarnzentrale Berlin eingezogen.
Robert Biberti hatte in Berlin-Charlottenburg im Haus Carmerstraße 11 von 1931 bis Mitte der 1950er Jahre eine Wohnung mit acht Zimmern, inklusive Probenraum und Sekretariat.
1944 heiratete er Hilde Longino. Zwischen 1950 und 1980 unterhielt er einen Antiquitätenhandel und schrieb Artikel über die Comedian Harmonists für den Rundfunk. Durch diese Tätigkeiten allein konnte er seinen Lebensunterhalt nicht bestreiten. Dies tat er durch die Tantiemen aus den Comedian-Harmonists-Veröffentlichungen, die er sich vollständig auszahlen ließ. Während Frommermann nach seiner Rückkehr nach Deutschland seinen Anteil an den Tantiemen erstritt, starb  Leschnikoff trotz zahlreicher Bittbriefe an Biberti vollkommen verarmt. Er hatte ihm 1939 seine Rechte übertragen, um Schulden zu tilgen, die er bei Biberti hatte. Biberti begründete seine unversöhnliche Haltung damit, dass Leschnikoff ihn nach einem Streit wegen regimekritischer Äußerungen bei der Gestapo denunziert habe.  

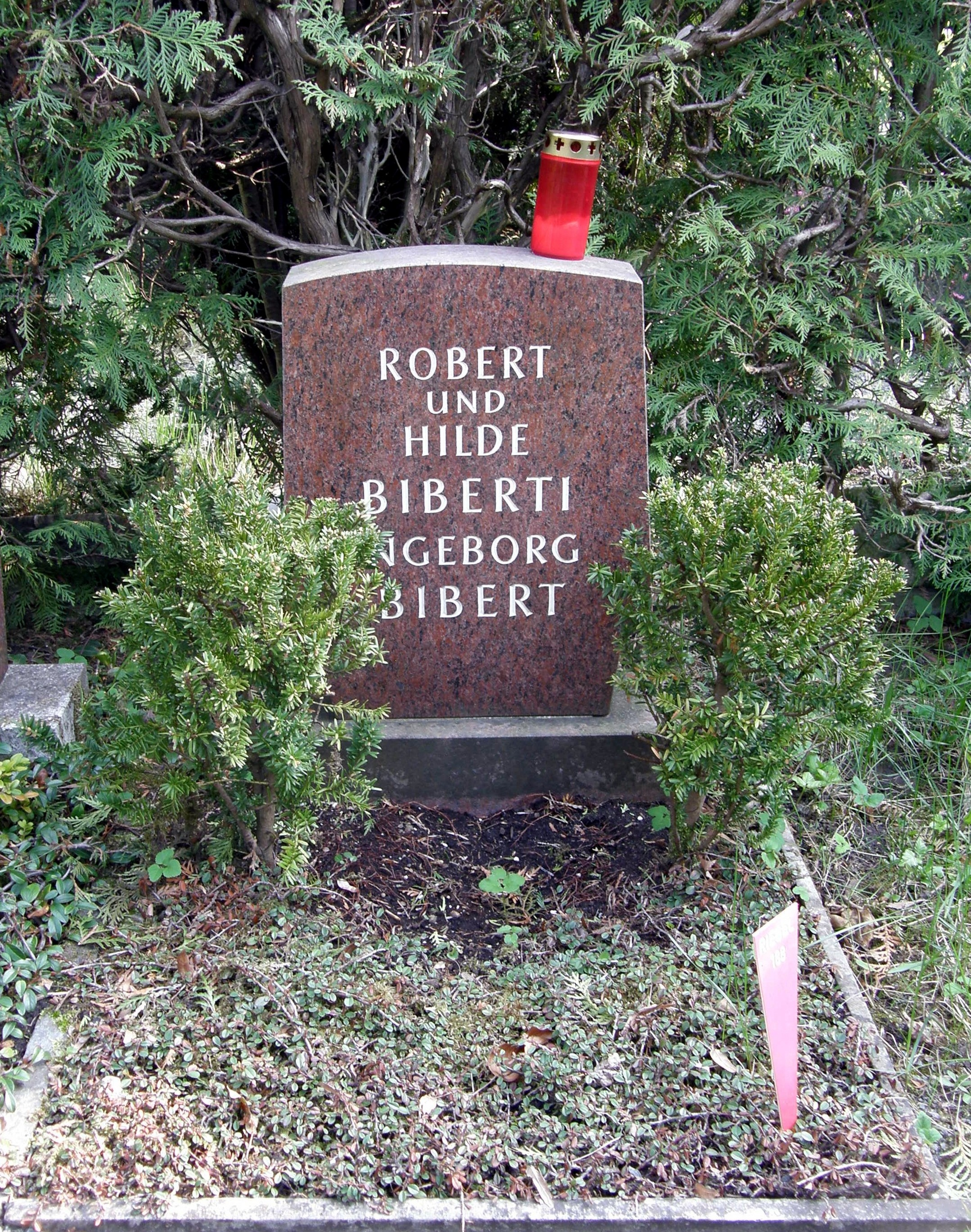
Bibertis Grab auf dem Friedhof Wilmersdorf

1973 nahm Biberti die Schauspielerin, Regisseurin und Autorin Ilse Biberti als seine Nenntochter an. 1985 starb er im Alter von 83 Jahren an Nierenversagen und wurde auf dem Friedhof Wilmersdorf beigesetzt.
In Joseph Vilsmaiers Film Comedian Harmonists wurde Biberti von Ben Becker verkörpert. 
Roberts Bruder Leopold Biberti (1894–1969) war in Deutschland, Österreich und der Schweiz als Schauspieler tätig.